# Низатидин
Низатидин — лекарственное средство, блокатор H2-гистаминовых рецепторов IV поколения, используется для угнетения желудочной секреции. Он был разработан компанией Eli Lilly и впервые поступил в продажу в 1987 году под торговыми марками Tazac и Axid.
От ранитидина низатидин отличается тиазольным кольцом замещающим фурановое кольцо в ранитидине.
Низатидин оказался последним новым блокатором H2-гистаминовых рецепторов, введенным до появления ингибиторов протонного насоса.

## Фармакологическое действие
Конкурентно и обратимо ингибирует гистаминовые Н2 рецепторы, в том числе париетальных клеток. Понижает секрецию соляной кислоты: базальную и стимулированную пищей, гастрином, гистамином и, в меньшей степени, ацетилхолином. Способствует снижению активности пепсина и повышению рН желудочного сока.
Не оказывает антиандрогенного действия и не угнетает активности микросомальных ферментов печени.
При приеме внутрь быстро и достаточно полно всасывается. Биодоступность составляет около 70 %. Cmax достигается через 0,5-3 ч. В сосудистом русле циркулирует частично (35 %) в связанной с белками (в основном с альфа−1-кислым гликопротеином) форме. Проникает в ткани и органы: ЖКТ, почки, печень, поджелудочная железа и др. T1/2 составляет 1-2 ч. Большая часть выделяется с мочой в неизмененном виде — около 60 %, менее 6 % выделяется с фекалиями. Степень почечного выведения прямо зависит от величины клубочковой фильтрации и канальцевой секреции.

## Показания к применению
Противопоказания: Индивидуальная непереносимость, печеночная недостаточность.
С осторожностью: Пожилой возраст.
Беременность и лактация: Рекомендации по FDA — категория В. Применяется в тех случаях, когда предполагаемая польза превышает риск применения препарата. Противопоказан при лактации.

## Побочные эффекты
Центральная и периферическая нервная система: головная боль, бессонница, спутанность сознания, тревожные и депрессивные состояния, галлюцинации.
Система кроветворения: анемия, нейтропения, агранулоцитоз, тромбоцитопения.
Сердечно-сосудистая система: аритмия, синкопе, ортостатическая гипотензия могут возникнуть при быстром внутривенном введении.
Пищеварительная система: сухость во рту, потеря аппетита, тошнота, рвота, запор или диарея.
Дерматологические реакции: гипергидроз.
Возможны аллергические реакции.

## Взаимодействие
Состав и кратность приема пищи не оказывают никакого влияния на действие препарата.
Одновременное применение с антацидными средствами понижает активность препарата за счет снижения всасывания, поэтому антацидные средства рекомендуется принимать, спустя 2 часа после приема низатидина.
Препарат потенцирует действие метопролола и фуросемида.
В сочетании с глибенкламидом возможно развитие гипогликемии.
Антихолинергические средства в сочетании с низатидином приводят к нарушениям памяти и внимания у пожилых пациентов.